# Хаузен (Вид)
Хаузен (њем. Hausen) општина је у њемачкој савезној држави Рајна-Палатинат. Једно је од 62 општинска средишта округа Нојвид. Према процјени из 2010. у општини је живјело 1.965 становника. Посједује регионалну шифру (AGS) 7138007.

## Географски и демографски подаци
Хаузен се налази у савезној држави Рајна-Палатинат у округу Нојвид. Општина се налази на надморској висини од 130 метара. Површина општине износи 7,7 km². У самом мјесту је, према процјени из 2010. године, живјело 1.965 становника. Просјечна густина становништва износи 256 становника/km².